# Lucero en vivo Auditorio Nacional
Lucero en vivo Auditorio Nacional es el segundo álbum en vivo de Lucero y también el segundo disco doble, fue lanzado al mercado a finales de septiembre de 2007; este es el resultado de la grabación del concierto ofrecido en el Auditorio Nacional en Ciudad de México el 25 de marzo de 2007 con el motivo de la promoción de su anterior álbum "Quiéreme tal como soy".
El concierto ofrecido fue con el objetivo de celebrar sus 27 años de carrera y tuvo lleno total asistiendo cerca de 10 mil fanes de la artista; la cantante interpretó 19 temas y cuatro popurrís divididos en los estilos de balada, pop y ranchero; dentro de estos temas interpretó canciones de Juanes, Miguel Bosé, Los Tigres del Norte, K-Paz de la Sierra y Kumbia Kings.
El álbum fue lanzado en dos formatos diferentes, el primero es un disco CD doble y el otro, en formato DVD doble con la grabación completa del concierto. En ambos formatos, el primer disco contiene la parte "Pop" del concierto, y el segundo tiene la parte "Ranchera" acompañada de Mariachi. El concierto fue dirigido por su hermano Antonio Hogaza León y Guillermo Gil.
Este es el último álbum producido y comercializado por la casa disquera EMI Music de México, la cual promocionó muy poco su venta y distribución derivando en la terminación de la relación laboral con la cantante.

## Lista de canciones
| Lucero en vivo Auditorio Nacional - CD 1 - Pop |                                                                           |          |  |
| N.º                                            | Título                                                                    | Duración |  |
| 1.                                             | «O tú o nada»                                                             | 4:25     |  |
| 2.                                             | «Veleta»                                                                  | 4:24     |  |
| 3.                                             | «Sobreviviré»                                                             | 3:17     |  |
| 4.                                             | «La gata bajo la lluvia»                                                  | 3:21     |  |
| 5.                                             | «Qué pasará mañana»                                                       | 3:22     |  |
| 6.                                             | «Medley Balada» (El número uno, Amor secreto, Tanto, Corazón a la deriva) | 6:35     |  |
| 7.                                             | «Ya no»                                                                   | 3:20     |  |
| 8.                                             | «Electricidad»                                                            | 4:22     |  |
| 9.                                             | «Amante bandido»                                                          | 5:16     |  |
| 10.                                            | «Medley Pop» (Historias de amores, Cuéntame, Vete con ella)               | 7:43     |  |
| 11.                                            | «Tácticas de guerra»                                                      | 3:34     |  |
| 12.                                            | «La única que te entiende / Bad Girls»                                    | 3:51     |  |
| 53:45                                          |                                                                           |          |  |

| Lucero en vivo Auditorio Nacional - CD 2 - Rancheras |                                                               |          |  |
| N.º                                                  | Título                                                        | Duración |  |
| 1.                                                   | «Llorar»                                                      | 2:51     |  |
| 2.                                                   | «Cielo rojo»                                                  | 4:25     |  |
| 3.                                                   | «Amanecí en tus brazos»                                       | 4:26     |  |
| 4.                                                   | «La camisa negra»                                             | 3:49     |  |
| 5.                                                   | «Medley Kumbia» (Mi dulce niña, Sabes a chocolate, Chiquilla) | 7:21     |  |
| 6.                                                   | «Árboles de la barranca»                                      | 3:09     |  |
| 7.                                                   | «Tristes recuerdos»                                           | 4:32     |  |
| 8.                                                   | «Vete por donde llegaste (Jugo de piña)»                      | 3:48     |  |
| 9.                                                   | «Medley K-Paz» (Mi credo, Pero te vas a arrepentir)           | 5:43     |  |
| 10.                                                  | «Que te ruegue quien te quiera»                               | 3:07     |  |
| 11.                                                  | «Medley Rancheras» (La puerta negra, La culebra)              | 4:23     |  |
| 47:39                                                |                                                               |          |  |